# Alija del Infantado
Alija del Infantado – gmina w Hiszpanii, w prowincji León, w Kastylii i León, o powierzchni 52,31 km². W 2011 roku gmina liczyła 798 mieszkańców.